# Nolana crassulifolia
Nolana crassulifolia es una de las 49 especies pertenecientes al género Nolana presentes en Chile, el cual corresponde a la familia de las solanáceas (Solanaceae). Esta especie en particular es endémica con una distribución en el borde costero de Chile, desde la Región de Atacama hasta la Región de Valparaíso.

## Descripción
La Nolana crassulifolia se encuentra descrita como un pequeño arbusto, normalmente se presenta decumbentes, forma manchones. Es una planta densa y globosa, de color verde-amarillo. Sus tallos son divergentes y glabros. Alcanza los 40 cm de altura.
Se caracteriza por tener flores pequeñas y solitarias, muy abundantes, su cáliz presenta cinco lóbulos suculentos linear-oblongos, la corola posee de 5 pétalos unidos con forma de tubulosa, gamopétalas, su corola normalmente es de color blanco. La parte interior de la flor o garganta es de color amarillo pálido. Posee 5 estambres desiguales en tamaño de color amarillo pálido y anteras son de color amarillo y polen del mismo color. 
Su fruto está formado por 3 a 5 núculas desiguales de color negro.
La Nolana crassulifolia, según la morfología foliar de esta especie, presenta hojas lienar-espatuladas, carnosas, con márgenes revolutos, tormentosas, de aspecto verde grisáceo. 
Crece en sectores costeros con suelo pedregoso o rocoso, muy cerca del mar, con alta radiación solar en terrenos planos y sectores con exposición norte. Crece desde los 0 hasta los 500 metros sobre el nivel del mar. Esta especie en particular requiere de la humedad de neblinas costera camanchaca. No resiste heladas. En la región de Antofagasta y de Atacama florece con mayor intensidad en períodos de desierto florido. Mas al sur puede soportar de 3 a 5 meses sin precipitaciones. Requiere algo de sombra que en forma natural es aportada por otros arbustos o por las rocas. Habita en un clima de rusticidad USDA equivalente a zonas 10 y 11.

## Nombres vernáculos
Esta especie es conocida simplemente 'sosa', 'sosa brava', 'suspiro de campo' o 'hierba de la lombriz'. 

## Importancia
Esta especie constituye una de las flores emblemáticas que aparecen durante la floración del fenómeno denominado Desierto florido
Es considerada una planta de cierto valor ornamental.

## Amenazas
Una de las principales amenazas de esta especie la constituyen factores antrópicos como la urbanización y ocupación del borde costero, por acción antrópica por el turismo y colecta de flores